# 三瓶小豆原埋没林

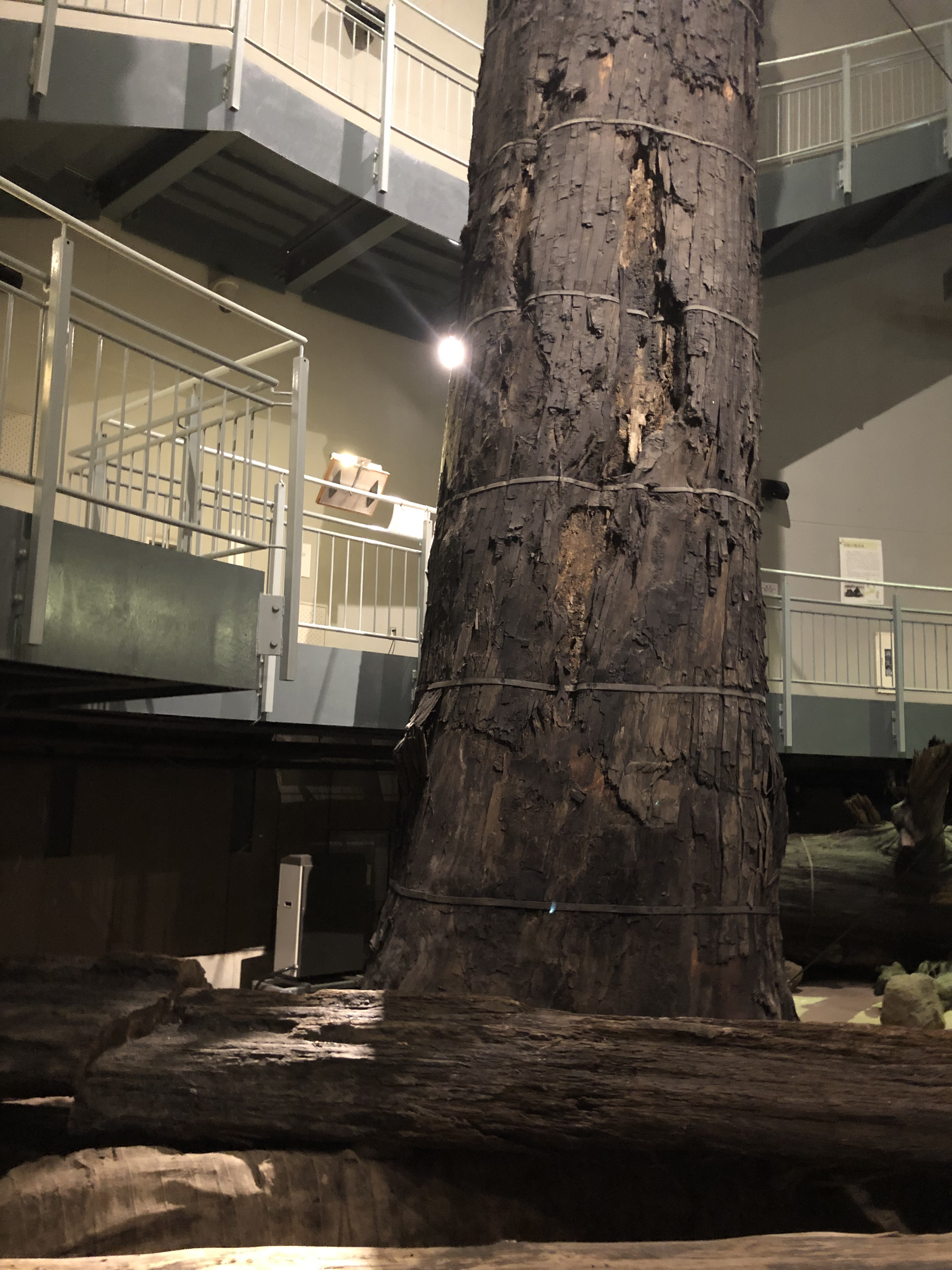
4000年前の大木が炭化されず残されている。

三瓶小豆原埋没林（さんべあずきはらまいぼつりん）は三瓶火山の活動によって地下に埋積した縄文時代の森林。
島根県大田市三瓶町にあり、現地は「さんべ縄文の森ミュージアム（三瓶小豆原埋没林公園）」として、地下展示棟で公開されている。国の天然記念物。日本遺産「石見の火山が伝える悠久の歴史」の構成文化財のひとつ。

## 概要
スギを中心とする巨木が根を張って直立したままの状態で地下に林立している。最大直径2.5m、高さ10mを超える幹が残り、世界的にも稀な規模の埋没林である。直立する幹の根元には多数の流木が横たわる。
この埋没林では、根を張って立つ埋没木が約30本、流木は100本以上が確認されている。樹種構成はスギが80%を占め、トチノキ、ケヤキ、カシの仲間、ムクロジなどの広葉樹を伴っている。
三瓶小豆原埋没林の標高は約200mであるが、現在の中国山地ではこの標高にスギの自然林はみられず、植生学的に注目される。
この埋没林の発見は、1983年のほ場整備で2本の直立した埋没木が出現したことがきっかけとなった。
後に、その時の写真をみた地元の火山学者・松井整司が学術的価値を指摘するとともに独自に調査を行い、地下に森林が埋もれている可能性が高いことを明らかにした。その結果を受けて、1998年に島根県が発掘調査を行ない、多数の埋没木が存在していることが確認され、2004年（平成16年）2月27日に国の天然記念物に指定された。
三瓶小豆原埋没林は、暦年代で約4000年前（放射性炭素年代で3500〜3700年前の測定値）の三瓶火山の活動によって形成された。
火山活動に伴って三瓶火山の山体崩壊が発生し、流れ下った土石流（岩屑なだれ）の堆積物によって土砂ダムが形成されたことで立木が深く埋没した。
日本の地質百選にも選定されている。